# Język wolof
Język wolof (ouolof, yallof, walaf, volof, waro-waro) – język z rodziny nigero-kongijskiej używany głównie w Senegalu, a także w Gambii i Mauretanii. Nazwa „wolof” najprawdopodobniej pochodzi od starofrancuskiego wyrażenia „Ouolof”. 
Językiem wolof posługują się głównie Wolofowie – dominująca grupa etniczna w Senegambii, jednak powoli staje się on także językiem wehikularnym całego regionu, wypierając z tej roli języki europejskie.
Wolontariusze tworzą artykuły w Wikipedii w języku wolof. W 2010 roku znalazło się w niej 1068 artykułów.  

## Podstawowe słownictwo języka wolof
| wolof                     | polski               |
| ------------------------- | -------------------- |
| Jama nga fanaan!          | Dzień dobry!         |
| Na nga def?               | Jak się masz?        |
| Ba beneen yon.            | Do widzenia          |
| jerejef                   | Dziękuję             |
| waaw                      | Tak                  |
| deedeet                   | Nie                  |
| Fan la… am ?              | Gdzie jest…? (rzecz) |
| Fan la fajkat am?         | Gdzie jest lekarz?   |
| Fan la… nekk?             | Gdzie jest…? (osoba) |
| Fan la loppitaan bi nekk? | Gdzie jest szpital?  |
| Noo tudd? / Nan nga tudd? | Jak się nazywasz?    |
| … laa tudd                | Nazywam się…         |

## Liczby w języku wolof
| 0       | tus / neen / zéro [z francuskiego] / sero / dara [„nic”]          |
| 1       | benn                                                              |
| 2       | naar / yaar                                                       |
| 3       | nett / natt / yett / yatt                                         |
| 4       | neent / nenent                                                    |
| 5       | juróom                                                            |
| 6       | juróom-benn                                                       |
| 7       | juróom-naar                                                       |
| 8       | juróom-nett                                                       |
| 9       | juróom-neent                                                      |
| 10      | fukk                                                              |
| 11      | fukk ak benn                                                      |
| 12      | fukk ak naar                                                      |
| 13      | fukk ak nett                                                      |
| 14      | fukk ak neent                                                     |
| 15      | fukk ak juróom                                                    |
| 16      | fukk ak juróom-benn                                               |
| 17      | fukk ak juróom-naar                                               |
| 18      | fukk ak juróom-nett                                               |
| 19      | fukk ak juróom-neent                                              |
| 20      | naar-fukk                                                         |
| 26      | naar-fukk ak juróom-benn                                          |
| 30      | nett-fukk / fanweer                                               |
| 40      | neent-fukk                                                        |
| 50      | juróom-fukk                                                       |
| 60      | juróom-benn-fukk                                                  |
| 66      | juróom-benn-fukk ak juróom-benn                                   |
| 70      | juróom-naar-fukk                                                  |
| 80      | juróom-nett-fukk                                                  |
| 90      | juróom-neent-fukk                                                 |
| 100     | téeméer                                                           |
| 101     | téeméer ak benn                                                   |
| 106     | téeméer ak juróom-benn                                            |
| 110     | téeméer ak fukk                                                   |
| 200     | naar téeméer                                                      |
| 300     | nett téeméer                                                      |
| 400     | neent téeméer                                                     |
| 500     | juróom téeméer                                                    |
| 600     | juróom-benn téeméer                                               |
| 700     | juróom-naar téeméer                                               |
| 800     | juróom-nett téeméer                                               |
| 900     | juróom-neent téeméer                                              |
| 1000    | junni / junne                                                     |
| 1100    | junni ak téeméer                                                  |
| 1600    | junni ak juróom-benn téeméer                                      |
| 1945    | junni ak juróom-neent téeméer ak neent-fukk ak juróom             |
| 1969    | junni ak juróom-neent téeméer ak juróom-benn-fukk ak juróom-neent |
| 2000    | naar junni                                                        |
| 3000    | nett junni                                                        |
| 4000    | neent junni                                                       |
| 5000    | juróom junni                                                      |
| 6000    | juróom-benn junni                                                 |
| 7000    | juróom-naar junni                                                 |
| 8000    | juróom-nett junni                                                 |
| 9000    | juróom-neent junni                                                |
| 10000   | fukk junni                                                        |
| 100000  | téeméer junni                                                     |
| 1000000 | tamndareet / million                                              |